# Карапетян, Александр (футболист)
Алекса́ндр Карапетя́н (арм. Ալեքսանդր Կարապետյան; род. 23 декабря 1987, Тбилиси) — армянский футболист, нападающий. Выступал за сборную Армении.

## Биография
Родился в армянской семье, где оба родителя были армянами, и до 11 лет жил в Грузии, занимался образованием на дому. Затем с родственниками уехал в Германию, где начал заниматься в школе клуба второй Бундеслиги. Окончил в Германии гимназию, хотел учиться на медика, но из-за футбола бросил. Первые деньги начал зарабатывать, работая в секонд-хенде. Плохо говорит на армянском и русском языках, свободно владеет немецким и английским.

## Клубная карьера
В юности играл в нескольких молодёжных клубах Германии, таких как «Грюн-Вайс», «Висбаден», «Линденхольцхаузен», «Гонсенхайм». Начал свою профессиональную карьеру в Региональной лиге Германии по футболу, играл в командах «Веен II», «Обернойланд», «Эльферсберг» и «Хомбург».
В 2013 году перешёл в люксембургский «Ф91 Дюделанж» и играл в чемпионата Люксембурга по футболу, затем в «Гревенмахер», прежде чем вернуться обратно в «Дюделанж» в 2014 году.
В конце сезона 2014/15 чемпионата Люксембурга по футболу его контракт истёк, и он рассматривал предложения из Китая, Гонконга и Армении, но предпочёл остаться в Западной Европе, побывал на просмотре в немецких клубах из Второй Бундеслиги «Эрцгебирге» и «Ян». В итоге он подписал контракт с люксембургской «Викторией (Роспорт)» в январе 2016 года.
В мае 2017 года подписал двухлетний контракт с «Прогресом» с возможностью продлить его ещё на один год.
12 июля 2019 года подписал контракт с «Сочи» — новичком российской Премьер-лиги. Покинул клуб 31 июля 2020 года.
3 августа 2020 года подписал двухлетний контракт с «Тамбовом».
10 февраля 2021 года на правах свободного агента перешёл в армянский клуб «Арарат-Армения».
8 июня 2021 года стал игроком футбольного клуба «Ноа» из Еревана.

## Карьера в сборной
11 октября 2014 года дебютировал в сборной Армении, выйдя на замену на последних минутах матча против сборной Сербии.
После более чем четырёхлетнего отсутствия снова был приглашён в сборную в ноябре 2018 года в преддверии выездных матчей Лиги наций УЕФА со сборными Гибралтара и Лихтенштейна. Он забил свой первый гол за сборную Армении против сборной Гибралтара, матч был окончен со счётом 6:2 в пользу Армении. Три дня спустя, 16 ноября, он забил свой второй гол на международной арене, поразив ворота сборной Лихтенштейна и обеспечив свою команду ничьей со счётом 2:2.
В июне 2019 года забил два гола в отборочных матчах к Евро-2020 против сборной Лихтенштейна и сборной Греции, команды были обыграны со счётом 3:0 и 3:2 соответственно.
5 сентября того же года забил гол, дав своей сборной неожиданное преимущество перед сборной Италии в следующей игре отборочного турнира на Евро-2020, но был удалён с поля до перерыва из-за красной карточки. Армения потерпела поражение со счётом 1:3.
8 сентября 2020 года в рамках Лиги наций 2020/2021 забил гол сборной Эстонии, открыв счёт в матче, сборная Армении выиграла со счётом 2:0.

## Личная жизнь
Дед Карапетяна жил в Москве, его жена родом из России, у них есть дети. Имеет бизнес, среди которого сервис по доставке еды в Дубае «Happy Box».